# Tosca
Tosca ist eine Oper in drei Akten, komponiert von Giacomo Puccini. Das Libretto schrieben Giuseppe Giacosa und Luigi Illica nach dem Drama La Tosca von Victorien Sardou. Die Uraufführung fand am 14. Januar 1900 im Teatro Costanzi in Rom, dem heutigen Teatro dell’Opera di Roma, unter Dirigent Leopoldo Mugnone statt. Am 21. Oktober 1902 folgte die deutschsprachige Erstaufführung an der Semperoper in Dresden. Bedeutend für die Rezeptionsgeschichte in Deutschland wurde auch die Premiere am Deutschen Opernhaus Berlin unter der Leitung von Ignatz Waghalter am 20. Mai 1920.

## Handlung
Die Oper spielt am 17. und 18. Juni 1800 in Rom.

### Vorgeschichte und Hintergrund
Entgegen einer weit verbreiteten Ansicht ist das Sujet von Tosca nicht historisch. Die Personen und die Handlung sind vielmehr frei erfunden. Historisch bestimmt ist der Hintergrund, vor dem sich die Handlung entwickelt.
Im Februar 1798 hatten französische Truppen im Zweiten Koalitionskrieg den Kirchenstaat erobert und die Römische Republik errichtet (Cesare Angelotti ist in Tosca ehemaliger Konsul der Republik). Nach dem Sieg der russisch-österreichischen Koalitionstruppen in der Schlacht an der Trebbia (19. Juni 1799) zogen sich die Franzosen aus Rom zurück; am 30. September 1799 marschierte die neapolitanische Armee unter König Ferdinand IV. in Rom ein. Vertreter der ehemaligen Republik waren, wie zuvor in Neapel, in der Folgezeit blutigen Racheakten sowie Verfolgung ausgesetzt (Angelotti wurde in der Engelsburg eingekerkert).
In Frankreich übernahm Napoleon Bonaparte mit dem Staatsstreich am 9. November 1799 als Erster Konsul die Regierung. Nach Ablehnung eines Friedensangebots durch die Koalition begann er im Frühjahr 1800 einen Feldzug gegen Österreich und überschritt im Mai 1800 mit seiner Armee die Alpen nach Norditalien. Am 14. Juni 1800 kam es im Piemont zur Schlacht bei Marengo zwischen den Truppen Frankreichs und Österreichs. Gegen Mittag erstürmten die Österreicher Marengo, und die Franzosen mussten sich zurückziehen (deshalb wird – zwei Tage später – im 1. Akt von Tosca der Sieg über Napoleon gemeldet); am Nachmittag konnten die Franzosen jedoch die Schlacht drehen und die Koalitionstruppen schließlich schlagen (Nachricht von der Niederlage der Koalition am Abend des 16. Juni im 2. Akt von Tosca).

### Erster Akt
(In der Kirche Sant’Andrea della Valle)

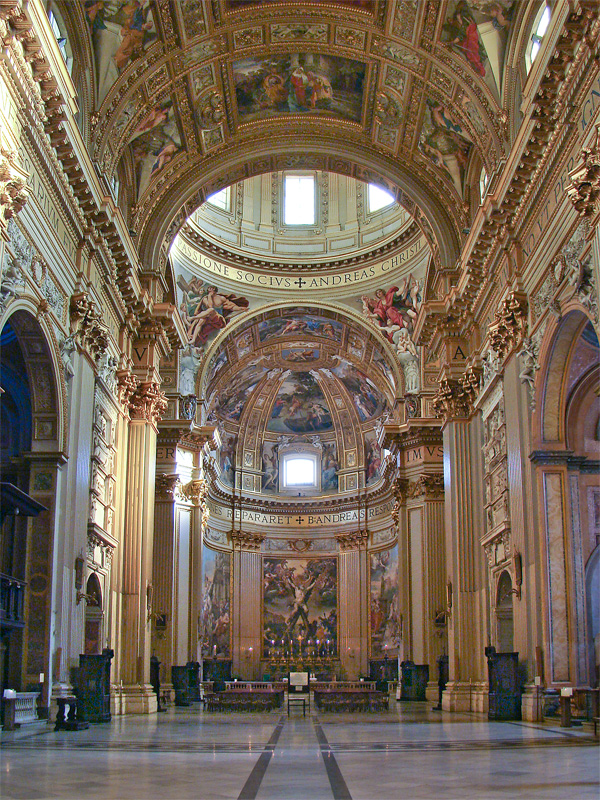
Innenraum der Kirche Sant’Andrea della Valle; Schauplatz des ersten Aktes von Tosca

Der politische Gefangene Angelotti ist gerade aus dem Staatsgefängnis Engelsburg in die Kirche Sant’Andrea della Valle geflohen; er versteckt sich dort in der Familienkapelle der Attavanti, als der Mesner (Küster) in die Kirche kommt. Der Maler Mario Cavaradossi gestaltet in dieser Kirche das Altarbild. Er zeichnet dabei die Gestalt der Maria Magdalena nach dem Vorbild einer schönen Unbekannten, die in letzter Zeit oft in der Kirche zu sehen war. Zwar räumt Cavaradossi ein, dass die Unbekannte ihm als Modell gedient habe, beteuert aber, sein Herz gehöre allein seiner Geliebten, der Sängerin Floria Tosca („Recondita armonia“).
Nachdem der Mesner gegangen ist, wagt sich Angelotti aus seinem Versteck und trifft auf Cavaradossi, der ein alter Freund von ihm ist. Cavaradossi will Angelotti helfen und verschließt die Tür der Kirche, um nicht überrascht zu werden. Da erscheint Tosca, und Angelotti muss sich wieder verstecken. Zuvor gibt ihm Cavaradossi noch den Korb mit seinem Mittagessen, damit er sich stärken kann. Die verschlossene Tür und dass sie eine zweite Stimme gehört zu haben glaubt, macht Tosca eifersüchtig; sie beschuldigt Cavaradossi der Untreue. Zwar kann Cavaradossi die Situation entschärfen und ein Treffen für den Abend verabreden, aber die Eifersucht Toscas entflammt erneut, als sie auf dem von Cavaradossi gemalten Bild die Gräfin Attavanti erkennt.
Nach dem Abgang Toscas planen Cavaradossi und Angelotti die weitere Flucht. Cavaradossi erfährt von Angelotti, dass dessen Schwester – eben jene Gräfin Attavanti – Frauenkleider und einen Fächer in die Kirche gebracht hat, als Maskerade für ihn auf seiner Flucht. Sie hören einen Kanonenschuss von der Engelsburg, der meldet, dass die Flucht Angelottis entdeckt wurde. Cavaradossi verlässt mit Angelotti die Kirche, um ihn in seinem abgelegenen Landhaus zu verstecken. In der Eile bleibt der Fächer liegen.
Der Mesner betritt die Kirche mit der Nachricht vom Sieg der österreichischen Truppen bei Marengo. Polizeichef Baron Scarpia, der Angelotti verfolgt, betritt die Kirche. Der Fächer mit dem Wappen der Attavantis, das Madonnenbildnis und der geleerte Esskorb erhärten seinen Verdacht, dass Angelotti in der Kirche war und Cavaradossi ihn bei der Flucht unterstützt. Tosca kehrt in die Kirche zurück, um Cavaradossi mitzuteilen, dass sie die Verabredung am Abend nicht einhalten kann, da sie auf dem Siegesfest singen solle. Sie trifft auf Scarpia, der den Fächer der Attavanti nutzt, um ihre Eifersucht zu schüren. Als Tosca aufbricht, um Cavaradossi und dessen vermeintliche Geliebte zur Rede zu stellen, schickt ihr Scarpia den Polizeiagenten Spoletta auf die Spur („Tre sbirri ...“).

### Zweiter Akt
(Scarpias Räume im Palazzo Farnese)
Scarpia gibt dem Gendarm Sciarrone den Auftrag, Tosca einzuladen. Polizeiagent Spoletta berichtet von der vergeblichen Durchsuchung der Villa Cavaradossis. Er hat dort nicht den entflohenen Angelotti, sondern nur Cavaradossi angetroffen, den er zum Verhör mitgebracht hat. Als Cavaradossi sich weigert, den Aufenthaltsort Angelottis zu verraten, lässt Scarpia Cavaradossi im Nebenzimmer foltern, so dass Tosca dessen Schreie hören kann. Trotz der Folter verrät Cavaradossi das Versteck seines Freundes nicht. Tosca jedoch bricht schließlich zusammen und gibt das Versteck Angelottis preis. Als ihn die Agenten Scarpias verhaften wollen, bringt sich Angelotti um.
Sciarrone überbringt Scarpia die Nachricht vom Sieg Napoleons gegen die mit dem Kirchenstaat verbündeten Österreicher in der Schlacht von Marengo. Als Cavaradossi dies hört, bekennt er sich emphatisch zu seinen politischen Idealen. Daraufhin lässt Scarpia Cavaradossi zur Hinrichtung abführen. Tosca bittet Scarpia, das Leben Cavaradossis zu retten, und fragt nach dem Preis dafür („Quanto? ... Il prezzo.“). Scarpia gibt zwar zu, käuflich zu sein, fordert aber als Gegenleistung für die Freilassung Cavaradossis nicht Geld, sondern dass Tosca ihm zu Willen sei („Sì, t'avrò“). Als Tosca erkennt, dass ihr nur noch wenig Zeit für die Rettung Cavaradossis bleibt, beklagt sie ihr Los (Arie Vissi d’arte (Ich lebte für die Kunst)) und willigt in den Handel ein. Scarpia gibt daraufhin Spoletta den Befehl, Cavaradossi wie den Grafen Palmieri („Come facemo del conte Palmieri“) nur zum Schein hinrichten zu lassen. Tosca stellt zwei Bedingungen: Sie will Cavaradossi die Begnadigung selbst mitteilen, und sie fordert von Scarpia für sich und Cavaradossi einen Geleitbrief für die Flucht aus dem Kirchenstaat. Während Scarpia diesen Brief schreibt, sieht Tosca ein Messer auf dem Tisch, sie nimmt es an sich, und als Scarpia Tosca an sich ziehen will („Tosca, finalmente mia!“), stößt sie ihm das Messer in die Brust („Questo è il bacio di Tosca“). Tosca nimmt den Geleitbrief, den Scarpia im Tod festhält, an sich. Dann stellt sie zwei Kerzen neben den Toten und legt ihm ein Kreuz auf die Brust („E avanti a lui tremava tutta Roma“ – „Und vor ihm zitterte ganz Rom“).

### Dritter Akt
(Plattform der Engelsburg)
In der Morgendämmerung erklingt der Gesang eines Hirten. Die Erschießung Cavaradossis auf der Plattform der Engelsburg wird vorbereitet. Dieser schreibt einen Abschiedsbrief an Tosca und erinnert sich ihrer ersten Liebesnacht und des schönen und nun so schnell endenden Lebens (eine der bekanntesten und beliebtesten Opernarien: E lucevan le stelle).
Tosca hat sich mit dem Passierschein Scarpias in das Gefängnis begeben und teilt ihrem Geliebten mit, dass das Urteil nur zum Schein vollstreckt werden soll. Sie weist ihn an, mitzuspielen und sich nach den Schüssen mit Platzpatronen realitätsnah fallen zu lassen. Nach dem Abzug des Erschießungskommandos will sie mit ihm in die Freiheit reisen. Das Erschießungskommando erscheint und erschießt Cavaradossi. Tosca will ihm nach dessen Abzug aufhelfen und muss voller Schreck erkennen, dass Scarpia auch sie betrogen hat: Cavaradossi ist wirklich tot. Inzwischen ist auch der Tod Scarpias entdeckt worden. Als Tosca deswegen von den Gendarmen verhaftet werden soll, stürzt sie sich mit dem Ausruf „O Scarpia, avanti a Dio!“ („Oh Scarpia, zu Gott!“) von der Engelsburg.

## Entstehung
Victorien Sardous Drama La Tosca war am 24. November 1887 in Paris uraufgeführt worden. Das Stück war ein riesiger internationaler Erfolg und wurde mit Sarah Bernhardt in der Hauptrolle überall in Europa gespielt; bis 1908 soll es rund 3000 Aufführungen gegeben haben.
Zwei Jahre nach der Uraufführung las Puccini das Stück zum ersten Mal. Am 7. Mai 1889, kurz nach der Uraufführung seiner Oper Edgar, schrieb Puccini an seinen Verleger Giulio Ricordi und bat ihn, sich bei Sardou um die Rechte für die Erstellung eines Librettos zu bemühen: „[…] ich sehe in dieser Tosca meine Oper: ausgeglichene Proportionen, kein theatralisch dekoratives Übermaß, nicht das übliche musikalische Übergewicht.“ Erst im August des folgenden Jahres sah Puccini das Drama bei einer Aufführung mit Sarah Bernhardt in Mailand, allerdings in französischer Sprache; Puccini soll lediglich die Worte „Malheureuse! Malheureuse!“ („Unglücklich! Unglücklich!“) verstanden haben. Das Projekt der Oper Tosca wurde zunächst jedoch nicht konkret weiterverfolgt, es ist auch fraglich, ob Sardou einem damals noch ziemlich unbekannten Komponisten die Rechte an seinem Erfolgsstück überlassen hätte. Puccini widmete sich in der Folgezeit den Opern Manon Lescaut (1893) und La Bohème (1896).

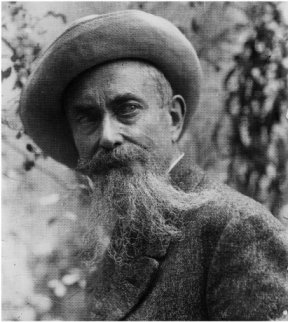
Luigi Illica

Erst 1895 kam Puccini wieder auf Tosca zurück, angeblich auch weil sich Verdi, der Übervater der damaligen italienischen Opernszene, zustimmend über den Stoff geäußert hatte. Mittlerweile hatte Ricordi von Sardou die Rechte an La Tosca erworben und Luigi Illica mit einem Libretto beauftragt, das Alberto Franchetti vertonen sollte. Puccini, der in solchen Fragen nicht zimperlich war (er hatte bereits bei La Bohème seinen Freund Ruggero Leoncavallo übergangen), veranlasste nun Ricordi, den eigentlich vorgesehenen Komponisten Franchetti zu überreden, den angeblich für eine Oper ungeeigneten Stoff aufzugeben. Ricordi, der Puccini nach seinen ersten Erfolgen für seinen Verlag als Nachfolger Verdis aufbauen wollte, wandte sich entsprechend an Franchetti und dieser, der schon Illicas Libretto für Andrea Chenier an Umberto Giordano abgetreten hatte, trat tatsächlich von seinem Vertrag zurück und überließ Puccini den bereits weitgehend fertigen Text. Am 9. August 1895 berichtete dieser einem Freund: „Die Tosca werde ich machen, Libretto von Illica hervorragend, drei Akte, Sardou vom Libretto begeistert.“ Im Oktober 1895 fuhr der Komponist extra nach Florenz, um Sarah Bernhardt noch einmal als Tosca zu sehen. Bis zum Abschluss der Arbeiten am Libretto zu Tosca sollten jedoch noch mehr als drei Jahre vergehen.

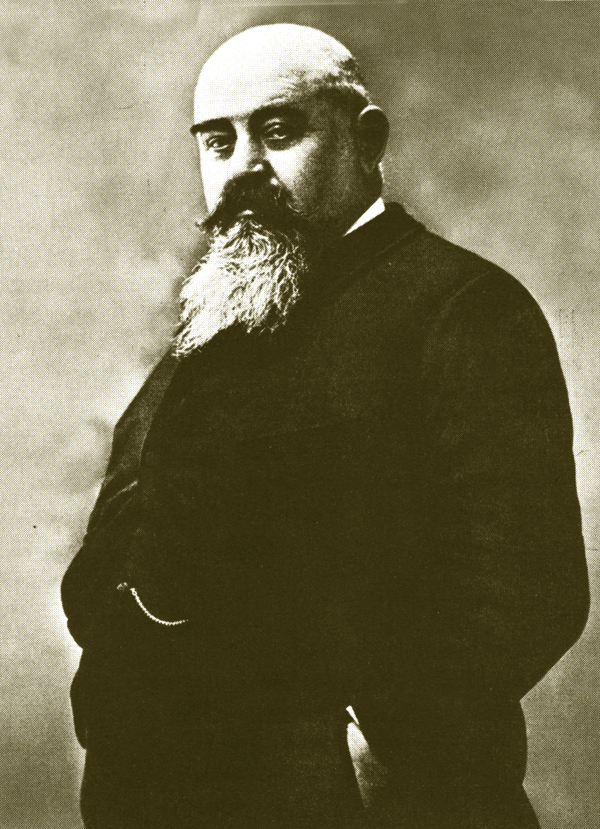
Giuseppe Giacosa

Auf Empfehlung Ricordis wurde zunächst Giuseppe Giacosa, der schon an La Bohème mitgearbeitet hatte, als zweiter Librettist hinzugezogen; er sollte sich primär um die Formulierung der einzelnen Verse kümmern, Illica um die dramatische Struktur. Die Zusammenarbeit des Trios Puccini, Illica und Giacosa verlief alles andere als spannungsfrei, mehrmals standen die Arbeiten vor dem Abbruch. Giacosa hatte schon zu Beginn seiner Mitarbeit Ricordi gegenüber erklärt: „Ci metto mano, ma declino ogni responsabilità – Ich werde Hand anlegen, aber ich lehne jede Verantwortung ab;“ ein bemerkenswertes Urteil vom Mitautor eines Operntextes, der als einer der besten überhaupt gilt. Giacosa war ganz grundsätzlich vom Stoff der Tosca nicht überzeugt; er meinte sogar, das Sujet sei „für das Musiktheater untauglich“, und bot Ricordi zwischenzeitlich an, den erhaltenen Vorschuss zurückzugeben und aus der Arbeit ganz auszusteigen.
Neben Puccini, Illica, Giacosa und Ricordi, den vier Hauptverantwortlichen für das Libretto von Tosca, wirkte außerdem mittelbar auch noch Sardou an der Erstellung des Textes mit. Er war mit Illicas Kürzung einverstanden, forderte aber für die Überlassung der Rechte die horrende Summe von 50.000 Francs; man einigte sich schließlich auf 15 % der Einnahmen der Tosca-Aufführungen (üblich waren damals maximal 10 %) Puccini besprach sich mehrmals mit Sardou, der immer wieder ungewöhnliche Vorschläge einbrachte: So wollte er Tosca von der Engelsburg direkt in den Tiber springen lassen, ungeachtet dessen, dass der Tiber nicht direkt an der Engelsburg vorbeifließt, und die Sonne über dem Petersdom aufgehen lassen (der Petersdom liegt im Westen der Engelsburg). Hier gab Sardou nach, er akzeptierte aber weder, dass die Titelheldin am Ende „entseelt“ zu Boden sinken, noch, dass sie wahnsinnig werden sollte, sondern bestand auf dem Sprung Toscas von der Plattform der Engelsburg in den Tod. Auf den zwischenzeitlich in Erwägung gezogenen Tod des Polizeiagenten Spoletta, es wäre der fünfte Tote in Tosca gewesen, wurde hingegen verzichtet.
Der Textentwurf der Oper war Ende 1896 abgeschlossen. 1897 stockte das Projekt, Puccini war vornehmlich mit der Aufführung seiner fertigen Opern beschäftigt. Erst im Sommer 1898 begann er mit der Komposition, am 18. August nahm er das Finale des ersten Aktes in Angriff; im Februar 1899, nach der Rückkehr von einer weiteren Reise nach Paris, folgte der zweite Akt. Für den Schluss des ersten Akts und für den dritten Akt holte Puccini bei einem befreundeten römischen Kleriker Rat ein, um die jeweiligen Szenen möglichst realistisch und originalgetreu gestalten zu können. Am 29. September 1899 (laut Tagebucheintrag um 4:15 Uhr morgens) beendete Puccini dann auch den dritten Akt.

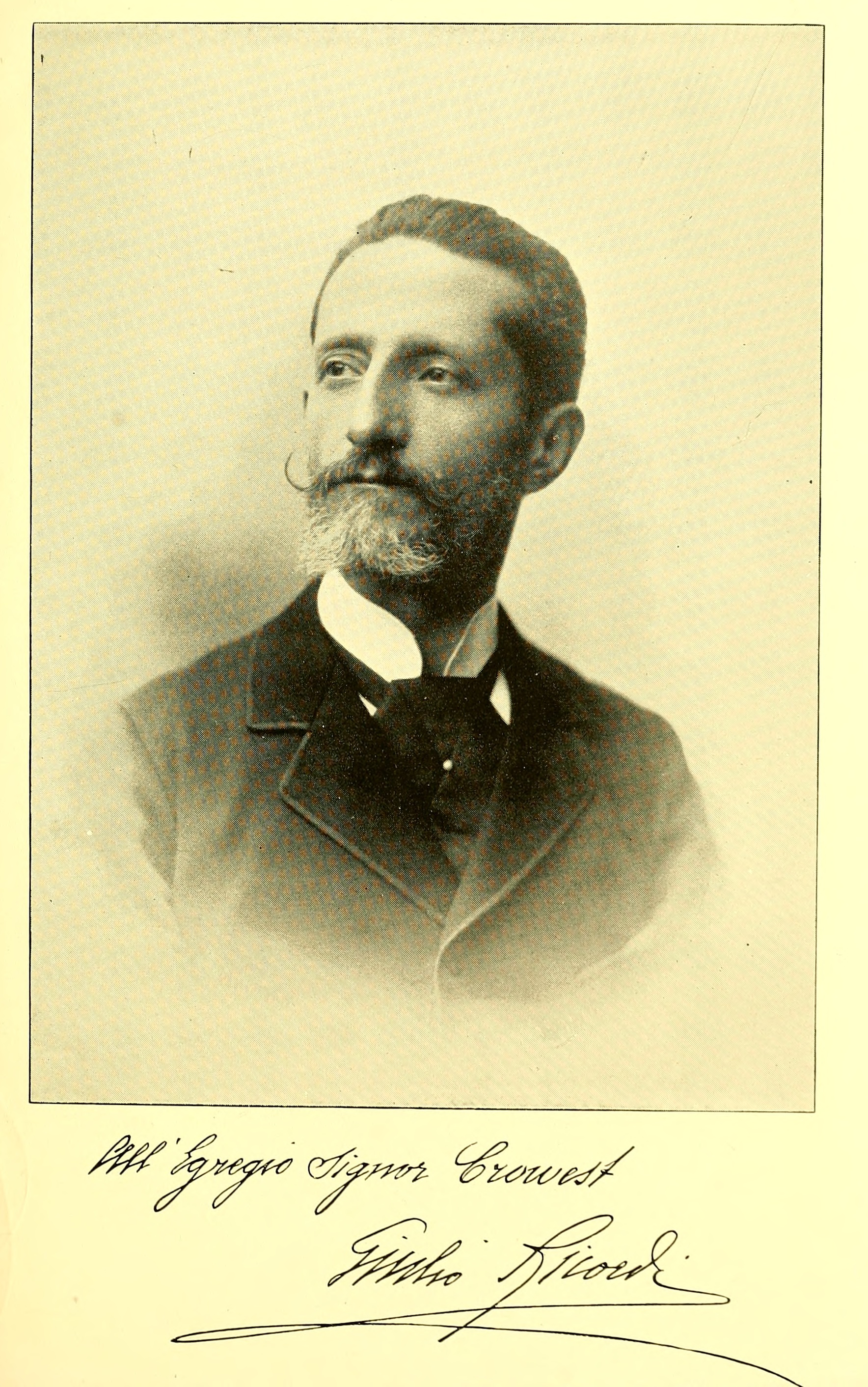
Verleger Giulio Ricordi (1897)

Während der Schlussarbeiten erhielt Puccini am 10. Oktober 1899 einen Brandbrief Ricordis, der sich heftig über den nach seiner Meinung misslungenen dritten Akt beklagte: „Das Duett Tosca-Cavaradossi (...), ein zerrissener Zweigesang mit unbedeutenden Einfällen, welche die Charaktere nur verkleinern (...) mit einer Melodie unterlegt, die bruchstückhaft und zu anspruchslos ist (...) Wo ist jener Puccini geblieben, der Meister der edlen, warmen, kraftvollen Inspiration?“ Ricordi befürchtete „verheerende Folgen“ für seinen Verlag und für den Ruhm Puccinis und schlug vor, das betreffende Duett am besten ganz neu zu schreiben. In seiner Antwort vom 12. Oktober bestand Puccini auf der vorliegenden Fassung, er nahm denn auch keine wesentlichen Änderungen vor und Ricordi lenkte schließlich ein, zumal die Zeit bis zu der auf Mitte Januar 1900 festgesetzten Premiere ohnehin zu fortgeschritten war, um noch größere Änderungen vorzunehmen.
Die Kritik schloss sich, nicht zuletzt unter dem Eindruck des Erfolgs von Tosca, hier dem Komponisten an: „Puccini erweist sich hier (...) als der ‚modernere’ Künstler, seine Deutung greift psychologisch tiefer. Giulio Ricordi ist hingegen noch der Vertreter des älteren Opernstandpunkts, der selbst in der gespanntesten Lage noch ‚Melodie’, noch Wohlklang in ununterbrochenen Strömen verlangt.“ Neuerdings wird aber auch die Frage aufgeworfen, ob Ricordi im Streit um den „(größten) kompositorischen Schwachpunkt“ der Oper vielleicht doch nicht unrecht gehabt haben könnte.

## Aufführungsgeschichte

### Uraufführung
| Rolle                                   | Stimmfach | Stimmumfang | Besetzung          |
| --------------------------------------- | --------- | ----------- | ------------------ |
| Floria Tosca, Sängerin                  | Sopran    | c1 – c3     | Hariclea Darclée   |
| Mario Cavaradossi, Maler                | Tenor     | des – h1    | Emilio De Marchi   |
| Baron Scarpia, Polizeichef              | Bariton   | H – ges1    | Eugenio Giraldoni  |
| Cesare Angelotti, ehemaliger Consul     | Bass      | c – e1      | Ruggero Galli      |
| Mesner                                  | Bass      | As – e1     | Ettore Borelli     |
| Spoletta, Polizeiagent                  | Tenor     | cis – fis1  | Enrico Giordano    |
| Sciarrone, Polizeiagent                 | Bass      | d – d1      | Giuseppe Gironi    |
| Gefängniswärter                         | Bass      | H – des     | Aristide Parassani |
| Hirtenjunge                             | Knabenalt | h – e2      | Angelo Righi       |
| Hervorgehoben sind die drei Hauptrollen |           |             |                    |

Tosca wurde erstmals am 14. Januar 1900 am Teatro Costanzi, dem späteren Teatro Reale dell’Opera aufgeführt. Da Rom der Schauplatz der Oper war, lag die Wahl des Uraufführungsorts zwar nahe; es wurde aber auch vermutet, dass Puccini norditalienische Opernhäuser, an denen er zuletzt mit Uraufführungen keine guten Erfahrungen gemacht hatte, meiden wollte. Der antiklerikale Stoff der Oper stellte dabei kein Hindernis für eine Uraufführung dar, da die gesellschaftlich relevanten Kreise Roms zu jener Zeit (Papst und Kirche nahmen seit der Besetzung des Kirchenstaats 1871 nicht am politischen Leben Italiens teil) antiklerikal eingestellt waren. Dirigent der Uraufführung war Leopoldo Mugnone, da Arturo Toscanini vertraglich an die Scala gebunden war.
Für die Bühnenbilder und die Kostüme war Adolfo Hohenstein verpflichtet worden, der auch die bekannten vom Jugendstil inspirierten Plakate entwarf. Das Plakat, das Tosca zeigt, wie sie dem von ihr getöteten Scarpia ein Kreuz auf die Brust legt, ist für die Oper emblematisch geworden. Hohenstein begründete bei der Uraufführung eine bis in die Gegenwart reichende Tradition. Er formte im Sinne des Realismus für alle drei Akte die Originalschauplätze auf der Bühne nach: den Innenraum der Kirche Sant′Andrea della Valle, das Büro Scarpias im Palazzo Farnese und die Plattform der Engelsburg.

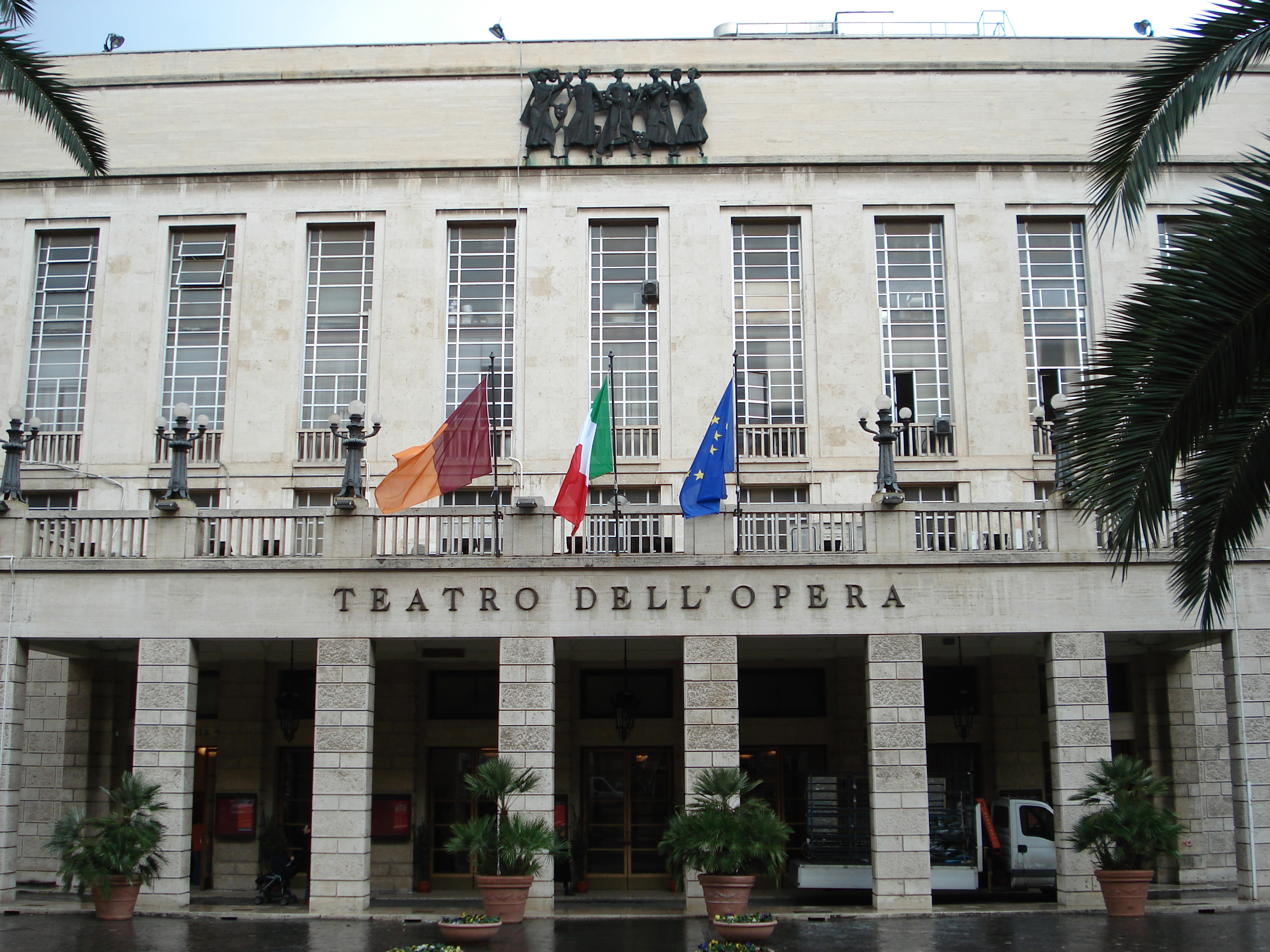
Eingang des heutigen Teatro dell’Opera, bis 1926 Teatro Costanzi

Die Uraufführung von Tosca war ein gesellschaftliches Großereignis: Im Publikum befanden sich Premierminister, Kultusminister, Senatoren und Abgeordnete, ab dem zweiten Akt auch die Königin, dazu die kulturelle Elite des Landes, etwa die Komponisten Pietro Mascagni und Francesco Cilea und auch Siegfried Wagner. Die äußeren Umstände waren jedoch alles andere als günstig: Die wirtschaftliche Lage in Italien war um die Jahrhundertwende schlecht, das Parlament war aufgelöst worden, König Umberto und Premierminister Pelloux verfolgten einen repressiven Kurs, der die Situation noch verschärfte; das Land stand praktisch unter einer Militärdiktatur. Die Atmosphäre vor der Uraufführung war angespannt, es hatte sogar eine Bombendrohung gegeben. Kurz nach Beginn der Aufführung entstand große Unruhe im Publikum, so dass Mugnone, der in Barcelona kurz zuvor einen Bombenanschlag miterlebt hatte, die Vorstellung mitten in Cavaradossis erster Arie Recondita armonia wieder abbrach. Nach zehn Minuten Unterbrechung begann man noch einmal von vorne.
Die Uraufführung war für Puccini ein großer, wenn auch kein triumphaler Erfolg:

„Das Theater war bis auf das letzte Plätzchen gefüllt. Der Premiere wurde mit höchster Spannung entgegengesehen. Die Oper hatte Erfolg, doch der erwartete große Triumph blieb aus. Man ist allgemein der Meinung, das Drama habe die Musik umgebracht. Das Werk enthält wohl musikalische Stellen von außerordentlicher Schönheit, aber auch Effecte, die völlig versagen. Auch schadet der Mangel an Leitmotiven dem Eindruck, den die Musik macht. Die Darclee war bewundernswerth in der Rolle der Tosca. Der Componist wurde mehr als zwanzigmal vor die Scene gerufen.“

Wirklichen Erfolg brachte wenig später die Erstaufführung in Mailand unter Toscanini am 17. März 1900. In Rom erhielt Tosca viel Beifall und zahlreiche Vorhänge, davon drei alleine für Puccini, und anders als bei La Bohème gab es weder Pfiffe noch Buhrufe. Das Presseecho war geteilt, viele Rezensenten zeigten sich von der Neuartigkeit des Stücks, insbesondere aber vom drastisch-brutalen Sujet, irritiert. Den Erfolg begründete zunächst das Publikum, das Puccinis neuartige Oper sehen wollte. Drei Wochen später fand in Rom bereits die 14. Aufführung statt, und die Besitzer des Teatro Costanzi verzeichneten einen Einnahmerekord. Bereits die Uraufführung hatte 37.900 ₤ eingespielt.

### Verbreitung

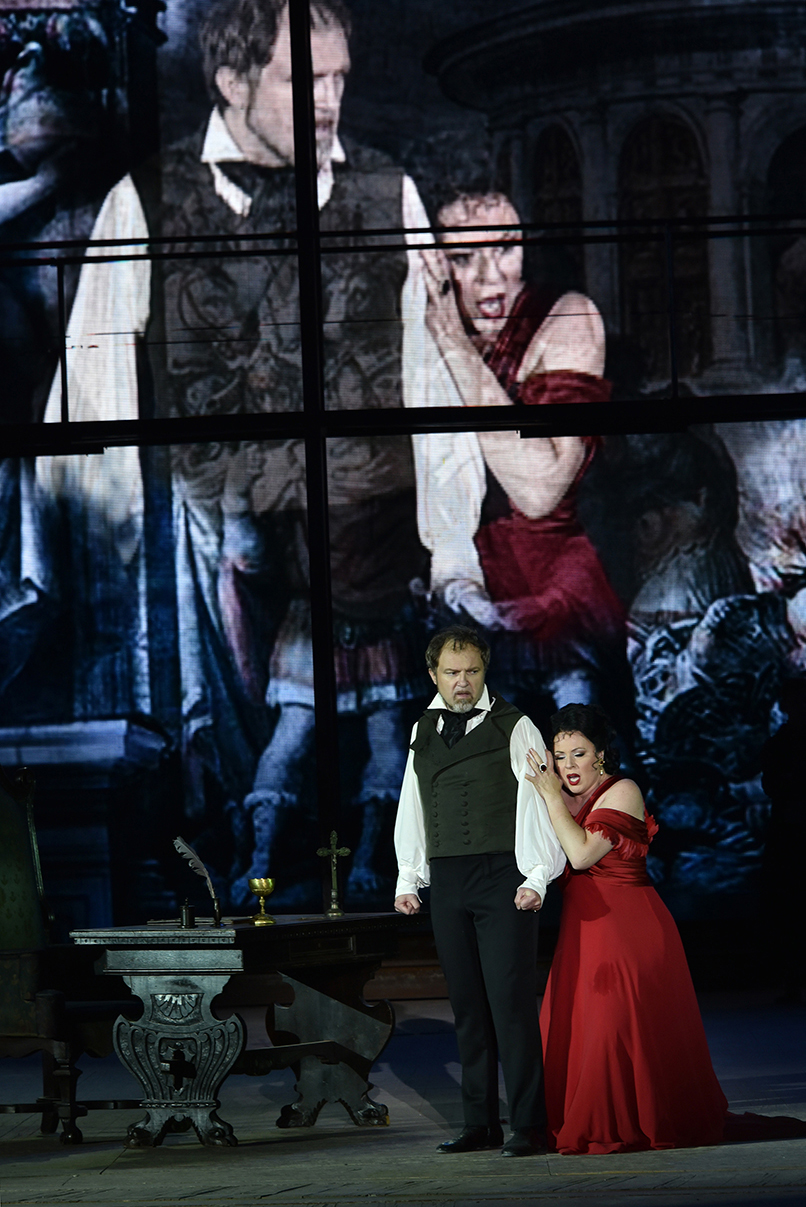
Scarpia und Tosca, Opernfestspiele St. Margarethen 2015, Regie: Robert Dornhelm, mit Martina Serafin in der Titelpartie

Die Oper wurde bald nach der Uraufführung auf den wichtigsten Bühnen Italiens aufgeführt. Schon am 20. Februar 1900 wurde Tosca in der Uraufführungsbesetzung in Turin gespielt; im März folgten Mailand, im April Verona, im Mai Genua, im September Lucca und im November Bologna. Da hatte die Oper in Buenos Aires und in London bereits die ersten internationalen Erfolge erzielt. In Deutschland fand die erste Aufführung von Tosca erst drei Jahre nach der Uraufführung am 21. Oktober 1902 in Dresden unter Ernst von Schuch statt und erzielte einen triumphalen Erfolg. Die Sänger dieser Aufführung in deutscher Sprache waren Irene Abendroth, Carl Burrian und Karl Scheidemantel.
Tosca ist von der Uraufführung an fester Bestandteil des Opernrepertoires und gehört Jahr für Jahr zu den fünf weltweit am häufigsten gespielten Opern; allein in der Saison 2012/2013 gab es 429 Aufführungen in 94 Städten.

### Inszenierungen
Im Mittelpunkt der Aufmerksamkeit stand von Anfang an zumeist die Titelrolle, „durch die das Werk zur Primadonnenoper schlechthin wurde.“ Emma Eames, Geraldine Farrar, Emmy Destinn und Claudia Muzio prägten in den ersten Jahrzehnten das Rollenbild. Hervorzuheben ist dabei Claudia Muzio, die ihre Darstellung, aber auch ihr ganzes Erscheinungsbild an Sarah Bernhardt orientierte und die damit einen Tosca-Stil kreierte, der mitunter heute noch aufgegriffen wird. Furore macht auch Maria Jeritzas „grell-theatralische, das veristische Potential der Partie bis zum Letzten ausreizende Interpretation“, 1921 in New York, 1925 in London und 1928 in Paris. Auf Jeritza geht auch die lange übliche Praxis zurück, die Arie „Vissi d’arte“ auf dem Boden liegend zu singen.

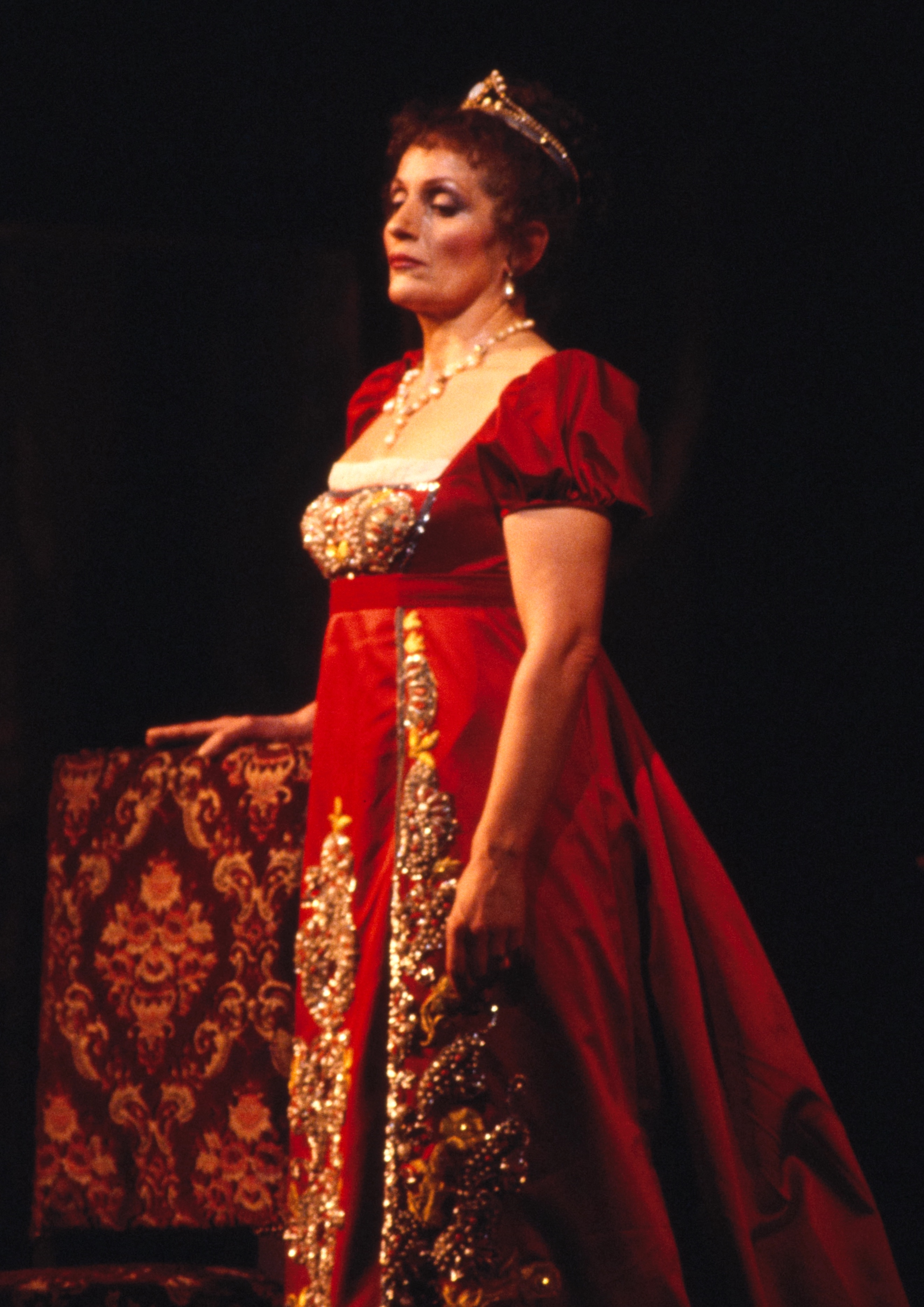
Hildegard Behrens als Tosca, 1985 in New York

Diese plakativ-theatralische Interpretationslinie war bis in die 1950er und 1960er Jahre, zum Teil bis in die Gegenwart, üblich. Einen neuen Zugang fand Maria Callas, die sich, obwohl ihr der Rollentypus eigentlich nicht lag, vom „Primadonnenklischee löste und die Fragilität des Charakters in Grenzsituationen herausstellte“. Ihre Interpretation der Rolle setzte Maßstäbe, vor allem in ihren späten Aufführungen in New York 1956 und in Paris 1958. Zusammen mit ihrem kongenialen Partner Tito Gobbi als Scarpia entstand in London unter der Regie von Franco Zeffirelli 1964 und 1965 (mit dem letzten Bühnenauftritt von Maria Callas überhaupt) auch eine herausragende Inszenierung: „Callas, Gobbi und Zeffirelli schufen ein für Jahrzehnte vorbildliches Musiktheater im eigentlichen Wortsinn, in dem schauspielerische und sängerische Kunst untrennbar in eins wirkten. […] Wie andere Rollen, die durch Callas gleichsam eine Neuschöpfung erfuhren, bildete auch ihre Tosca fortan den Bezugspunkt nahezu aller späteren Interpretationen, und zwar nicht nur für die Sänger, sondern auch für Dirigenten und Regisseure.“ Eine Filmaufnahme des zweiten Aktes ist erhalten und gibt einen Eindruck von dieser Inszenierung.
Aufgrund der präzisen Angaben von Ort und Zeit der Handlung in der Partitur sind den Inszenierungen von Tosca mehr als bei anderen Opern recht genaue Parameter vorgegeben. Mehr oder weniger detailgetreu historisierende Interpretationen sind daher gerade bei dieser Oper durchaus naheliegend und werden auch immer wieder als eine Art Standard-Tosca, die dann auch keiner weiteren Interpretation bedarf, verwendet. Manche dieser Inszenierungen wurden und werden, wie beispielsweise in Wien, jahrzehntelang unverändert gespielt. Dieser Ansatz reicht bis zum direkten Rückgriff auf die Uraufführungsausstattung Hohensteins, zum Beispiel in der Inszenierung von Mauro Bologini 1964 in Rom oder 1969 in Berlin mit an Hohenstein angelehnten Kulissen. Noch einen Schritt weiter im historisierenden Realismus gingen 1992 Brian Large (Regisseur) und Zubin Mehta (Dirigent), die für eine Live-Übertragung der Oper im Fernsehen die drei Akte nicht nur an den Originalschauplätzen spielen ließen, sondern auch zu den „echten“ Tageszeiten des Librettos, also am Mittag in der Kirche, abends im Palazzo Farnese und im Morgengrauen auf der Engelsburg (mit Catherine Malfitano als Tosca, Plácido Domingo als Cavaradossi und Ruggero Raimondi als Scarpia); das Orchester spielte dabei im Off.
Eine andere Richtung verfolgte Jonathan Miller, der 1986 die politische Dimension des Sujets hervorhob und in einer Co-Produktion des Maggio Musicale Florenz und der English National Opera „Tosca als Resistenza-Geschichte aus dem von den Deutschen besetzen Rom 1944 erzählte.“ Sänger der Produktion waren Éva Marton, Giuseppe Giacomini und Silvano Carroli; Scarpia war hier der Chef der faschistischen Militärpolizei OVRA und Cavaradossi Widerstandskämpfer. Die Übersetzung des Stoffs in andere von Gewaltherrschaft geprägte Umstände, die der Gegenwart zeitlich näher stehen, nahmen unter anderen auch Ruth Berghaus in Dresden, Nikolaus Lehnhoff in Amsterdam (1998) und Baden-Baden (2007) sowie Philipp Kochheim 2006 in Darmstadt, wo die Schergen Scarpias im Kampfanzug und mit Maschinenpistolen auftraten, vor.
Einen dritten Weg jenseits von Historisierung und Gegenwartsbezug schlugen Giancarlo Del Monaco und Ben Willikens 1989 in Hamburg ein: Sie setzten die Handlung „in archetypische Situationen von Verfolgung, Schrecken und Tod mittels einer surreal-symbolistischen Bildersprache“ um (Sänger: Leona Mitchell, Giacomo Aragall und Ingvar Wixell; Dirigent: Leonhard Slatkin). Gemäß dieser Richtung interpretierte Phillip Himmelmann 2007 die Oper auf der Bregenzer Seebühne vor einem suggestiven Bühnenbild mit einem riesigen Auge. Diese Inszenierung wurde insbesondere durch die Sequenzen im James-Bond-Film Ein Quantum Trost bekannt. Einen Extrempunkt dieser irrealen, abstrahierenden Aufführungspraxis bildet die Inszenierung von Roland Schwab 2016 am Staatstheater Braunschweig, bei der das Bühnenbild fast komplett aus Lichteffekten besteht und auch in der Ausstattung auf jeglichen historischen Bezug verzichtet wird.

## Musik

### Orchester
Die Orchesterbesetzung der Oper umfasst die folgenden Instrumente:
- Holzbläser: drei Flöten (2. und 3. auch Piccolo), zwei Oboen, Englischhorn, zwei Klarinetten, Bassklarinette, zwei Fagotte, Kontrafagott
- Blechbläser: vier Hörner, drei Trompeten, drei Posaunen, Bassposaune
- Pauken, Schlagzeug: große Trommel, kleine Trommel, Becken, Tamtam, Triangel, Glockenspiel
- Harfe
- Celesta
- Streicher
- Bühnenmusik hinter der Szene: Flöte, vier Hörner, drei Posaunen, Kirchenglocken in F, B, f’, g’, as’ und b’, Glocke in f, Glöckchen, zwei Rührtrommeln, Gewehrschüsse, Kanonenschlag, Harfe, Orgel, Bratsche

### Gliederung
Tosca ist keine Nummernoper, die einzelnen „Stücke“ gehen ineinander über; lediglich die drei hervorgehobenen Titel sind abgesetzt.
Erster Akt
1. Ah! Finalmente!
2. Dammi i colori!... Recondita armonia
3. Gente là dentro!
4. Mario! Mario! Mario!
5. Ah, quegli occhi!... Quale occhio al mondo può star di paro
6. E buona la mia Tosca
7. Un tal baccano in chiesa!
8. Or tutto è chiaro ... Tosca? Che non mi veda... Mario! Mario!
9. Ed io venivo a lui tutta dogliosa
10. Tre sbirri, una carrozza (Te Deum)

Zweiter Akt
1. Tosca è un buon falco!
2. Ha più forte
3. Meno male!
4. Dov'è dunque Angelotti?
5. Ed or fra noi parliam da buoni amici... Sciarrone, che dice il Cavalier?
6. Orsù, Tosca, parlate
7. Basta, Roberti
8. Nel pozzo del giardino
9. Se la giurata fede debbo tradir
10. Vissi d'arte
11. Vedi, le man giunte io stendo a te!
12. E qual via scegliete?

Dritter Akt
1. Io de' sospiri
2. Mario Cavaradossi? A voi
3. E lucevan le stelle
4. Ah! Franchigia a Floria Tosca
5. O dolci mani mansuete e pure
6. E non giungono
7. Com'è lunga l'attesa!
8. Presto! Su! Mario! Mario! Su! Presto! Andiam!

## Diskografie (Auswahl)
Zwischen 1918 und 2009 erfolgten rund 250 Einspielungen von Tosca.

### Audio
(Jahr; Dirigent; Tosca, Cavaradossi, Scarpia, Angelotti; Label)
- 1929; Lorenzo Molajoli; Bianca Scacciati, Alessandro Granda, Enrico Molinari; Columbia Records (auf 14 Platten)
- 1951; Alberto Erede; Renata Tebaldi, Giuseppe Campora, Enzo Mascherini, Dario Caselli; Decca
- 1953; Victor de Sabata; Maria Callas, Giuseppe Di Stefano, Tito Gobbi, Franco Calabrese; EMI
Viele Kritiker halten diese Studioaufnahme für „unübertrefflich, unnachahmlich und modellhaft“.[33]
- 1957; Erich Leinsdorf; Zinka Milanov, Jussi Björling, Leonard Warren, Leonardo Monreale; RCA
- 1959; Francesco Molinari-Pradelli; Renata Tebaldi, Mario Del Monaco, George London, Silvio Maionica; Decca
- 1962; Herbert von Karajan; Leontyne Price, Giuseppe Di Stefano, Giuseppe Taddei, Carlo Cava; Decca
- 1964; Georges Prêtre; Maria Callas, Carlo Bergonzi, Tito Gobbi, Leonardo Monreale; EMI
- 1966; Lorin Maazel; Birgit Nilsson, Franco Corelli, Dietrich Fischer-Dieskau, Silvio Maionica; Decca
- 1973; Zubin Mehta; Leontyne Price, Plácido Domingo, Sherrill Milnes, Clifford Grant; RCA
- 1976; Colin Davis; Montserrat Caballé, José Carreras, Ingvar Wixell, Samuel Ramey; Philips
- 1978; Nicola Rescigno; Mirella Freni, Luciano Pavarotti, Sherrill Milnes, Richard Van Allan; Decca
- 1979; Herbert von Karajan; Katia Ricciarelli, José Carreras, Ruggero Raimondi, Gottfried Hornik; Deutsche Grammophon
- 1984; Georg Solti; Kiri Te Kanawa, Giacomo Aragall, Leo Nucci, Malcolm King, Spiro Malas; Decca
- 1990; Giuseppe Sinopoli; Mirella Freni, Plácido Domingo, Samuel Ramey, Bryn Terfel; Deutsche Grammophon
- 2000; Antonio Pappano; Angela Gheorghiu, Roberto Alagna, Ruggero Raimondi, Maurizio Muraro; EMI

### Video
(Jahr; Dirigent; Regie; Interpreten; Orchester; Label)
- 1964; Carlo Felice Cillario; Maria Callas, Renato Cioni, Tito Gobbi; Royal Opera House Orchestra and Chorus (live, nur 2. Akt); DVD: EMI Classics
- 1964; Robert Hanell; Götz Friedrich; Éva Harmath, Hanns Nocker, Vladimír Bauer, Rudolf Asmus, Josef Burgwinkel, Karl-Heinz Kossler, Fritz Hübner; Komische Oper Berlin Fernsehversion.
- 1976; Bruno Bartoletti; Gianfranco De Bosio; Raina Kabaivanska, Plácido Domingo, Sherrill Milnes; New Philharmonia Orchestra; DVD: Deutsche Grammophon
- 1993; Zubin Mehta; Brian Large; Catherine Malfitano, Plácido Domingo, Ruggero Raimondi; Coro e Orchestra Sinfonica della RAI di Roma (Film der TV-Übertragung); DVD: Teldec
- 1998; Riccardo Chailly; Misjel Vermeiren, Catherine Malfitano, Richard Margison, Bryn Terfel; Royal Concertgebouw Orchestra und Chorus der Nederlandse Opera; DVD: Decca
- 2001; Antonio Pappano; Benoît Jacquot, Angela Gheorghiu, Roberto Alagna, Ruggero Raimondi; Royal Opera House Orchestra and Chorus; DVD: EMI Classics
- 2004; Maurizio Benini; Núria Espert; Daniela Dessì, Fabio Armiliato, Ruggero Raimondi; Teatro Real Orchestra and Chorus; DVD: Opus Arte
- 2007; Valerio Galli; Mario Corradi; Antonia Cifrone, Stefano Secco, Giorgio Surian; Orchestra and Chorus of the Festival Puccini, Torre del Lago; DVD: Dynamic